# میدوی سیتی (کالیفرنیا)
میدوی سیتی (به انگلیسی: Midway City) یک منطقهٔ مسکونی در ایالات متحده آمریکا است که در شهرستان اورنج، کالیفرنیا واقع شده‌است. میدوی سیتی ۱٫۶۳۷ کیلومتر مربع مساحت و ۸٬۴۸۵ نفر جمعیت دارد و ۱۳٫۱۱ متر بالاتر از سطح دریا واقع شده‌است.